# Astrid Frank (Autorin)
Astrid Frank (* 1966 in Düsseldorf) ist eine deutsche Schriftstellerin, Lektorin und Übersetzerin.

## Leben
Astrid Frank wurde 1966 in Düsseldorf geboren. Sie ist die zweite Tochter des Schriftstellers Karlhans Frank. Die Familie zog 1975 nach Köln um, wo Frank 1986 die Schule mit dem Abitur abschloss. Im Kölner Zoo machte sie 1987 einen Lehrgang als Zoobegleiterin und arbeitete ab 1988 als Rezensentin, unter anderem für die Zeitschrift Eselsohr. 1990 folgte ein Praktikum in der Rotfuchs-Redaktion beim Rowohlt Verlag. Von 1991 bis 1995 arbeitete Frank als Redaktionsassistenz und Lektorin für die vgs Verlagsgesellschaft. Seit 1992 ist sie zusätzlich als freie Lektorin und Übersetzerin tätig. 1995 schloss sie ihr Lehramtsstudium der Biologie, Germanistik und Pädagogik mit dem ersten Staatsexamen ab. 1998 nahm Astrid Frank an einem Jugendbuchseminar der Bertelsmannstiftung teil. Ihr erstes Buch „Kummer auf vier Pfoten“ veröffentlichte sie im Folgejahr.
Astrid Frank ist seit 1998 verheiratet und lebt mit ihrem Mann und zwei Söhnen in Köln.

## Auszeichnungen (Auswahl)
- Zürcher Kinderbuchpreis 2017 für Enno Anders[2]
- Harzburger Eselsohr 2018 für Unsichtbare Wunden[3]
- Kölner Stipendium für Kinder- und Jugendliteratur 2024[4]

## Werke (Auswahl)
- Kummer auf vier Pfoten (1999), Ravensburger Buchverlag, Ravensburg ISBN 978-3473343669
- Fliegen wie Pegasus (2004), Thienemann Verlag, Stuttgart ISBN 978-3522176569
- Eine Chance für Arco (2004), Ravensburger Buchverlag, Ravensburg ISBN 978-3473522538
- Im Wald der Wölfe (2005), Thienemann Verlag, Stuttgart ISBN 978-3522177283
- Amal: Tochter des Windes (2005), Thienemann Verlag, Stuttgart ISBN 978-3522177368
- Roter Blitz (2006), Thienemann Verlag, Stuttgart ISBN 978-3522177818
- Im Tal des schwarzen Mustangs (2006), Thienemann Verlag, Stuttgart ISBN 978-3522178198
- Fliegen wie Pegasus (2007), Thienemann Verlag, Stuttgart ISBN 978-3551355119
- Ein Zuhause für Flocke (2007), Thienemann Verlag, Stuttgart ISBN 978-3522178822
- Das Pferd des Teufels (2008), Thienemann Verlag, Stuttgart ISBN 978-3522178839
- Rettet Maja! (2009), Thienemann Verlag, Stuttgart ISBN 978-3522180078
- Gigant (2009), Thienemann Verlag, Stuttgart ISBN 978-3522200561
- Schicksalsreiter (2010), Thienemann Verlag, Stuttgart ISBN 978-3522201025
- Ein Platz für Arco (2010), Thienemann Verlag, Stuttgart ISBN 978-3522182232
- Allein unter Wölfen (2010), Thienemann Verlag, Stuttgart ISBN 978-3522182003
- Archer - Legende des roten Landes (2011), Thienemann Verlag, Stuttgart ISBN 978-3522200943
- Ein Wildpferd für Isi (2012), Thienemann Verlag, Stuttgart ISBN 978-3522182980
- Der dunkle Geist des Palio (2012), Thienemann Verlag, Stuttgart ISBN 978-3522201506
- Unsichtbare Wunden (2016), Urachhaus Verlag, Stuttgart ISBN 978-3825179663
- Wunderpferde: Eine Freundin wie Halla (2017), Thienemann Verlag, Stuttgart ISBN 978-3522610674
- Enno Anders oder Löwenzahn im Asphalt (2017), Urachhaus Verlag, Stuttgart ISBN 978-3825151225
- Uli Unsichtbar (2018), Urachhaus Verlag, Stuttgart ISBN 978-3825151645
- Mutig wie Terco (2018), Thienemann Verlag, Stuttgart ISBN 978-3522184885
- Ein Held wie Hidalgo (2018), Thienemann Verlag, Stuttgart ISBN 978-3522185097
- Leni und das kitzelige Pony (2019), Thienemann Verlag, Stuttgart ISBN 978-3522185035
- Die verlorenen Pferde der grünen Insel (2020), Thienemann Verlag, Stuttgart ISBN 978-3522202589
- Die letzten Ninjas und der Juwelenraub (2022), Urachhaus Verlag, Stuttgart ISBN 978-3825162559
- Die letzten Ninjas auf der Achterbahn (2023), Urachhaus Verlag, Stuttgart ISBN 978-3825153519

### Lotta ermittelt
- Lotta ermittelt: Das Rätsel um den schwarzen Hahn (2002), Thienemann Verlag, Stuttgart ISBN 978-3522175135
- Lotta ermittelt: Falsches Spiel beim Reitturnier (2002), Thienemann Verlag, Stuttgart ISBN 978-3522174848
- Lotta ermittelt: Der Heuler (2003), Thienemann Verlag, Stuttgart ISBN 978-3522175678
- Lotta ermittelt: Feuer im Reitstall (2003), Thienemann Verlag, Stuttgart ISBN 978-3522175883
- Lotta ermittelt: Oskar in Gefahr (2004), Thienemann Verlag, Stuttgart ISBN 978-3522176347

### Fachbuch
- Vereint gegen Mobbing in der Schule: vorbeugen, erkennen, handeln - die 360°-Perspektive, als Mitautorin (2022), Cornelsen Scriptor (Verlag), Stuttgart ISBN 978-3-589-16859-0